# Peponapis apiculata
Peponapis apiculata är en biart som först beskrevs av Cresson 1878.  Peponapis apiculata ingår i släktet Peponapis och familjen långtungebin. Inga underarter finns listade i Catalogue of Life.